# Troickaja (Kraj Krasnodarski)
Troickaja (ros. Троицкая) – stanica w Rosji, w Kraju Krasnodarskim, w rejonie krymskim. W 2010 liczyła 6786 mieszkańców.